# Wirtschaftsakademie Schleswig-Holstein

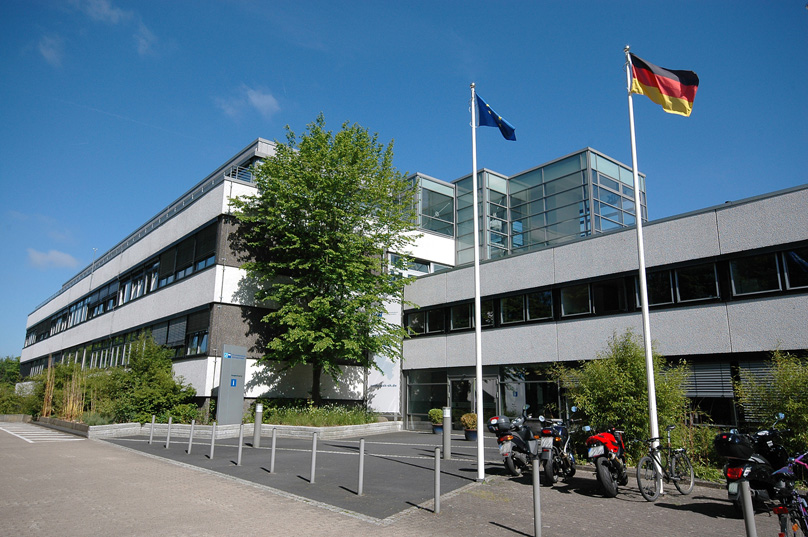
Der Haupteingang der Wirtschaftsakademie in Kiel.

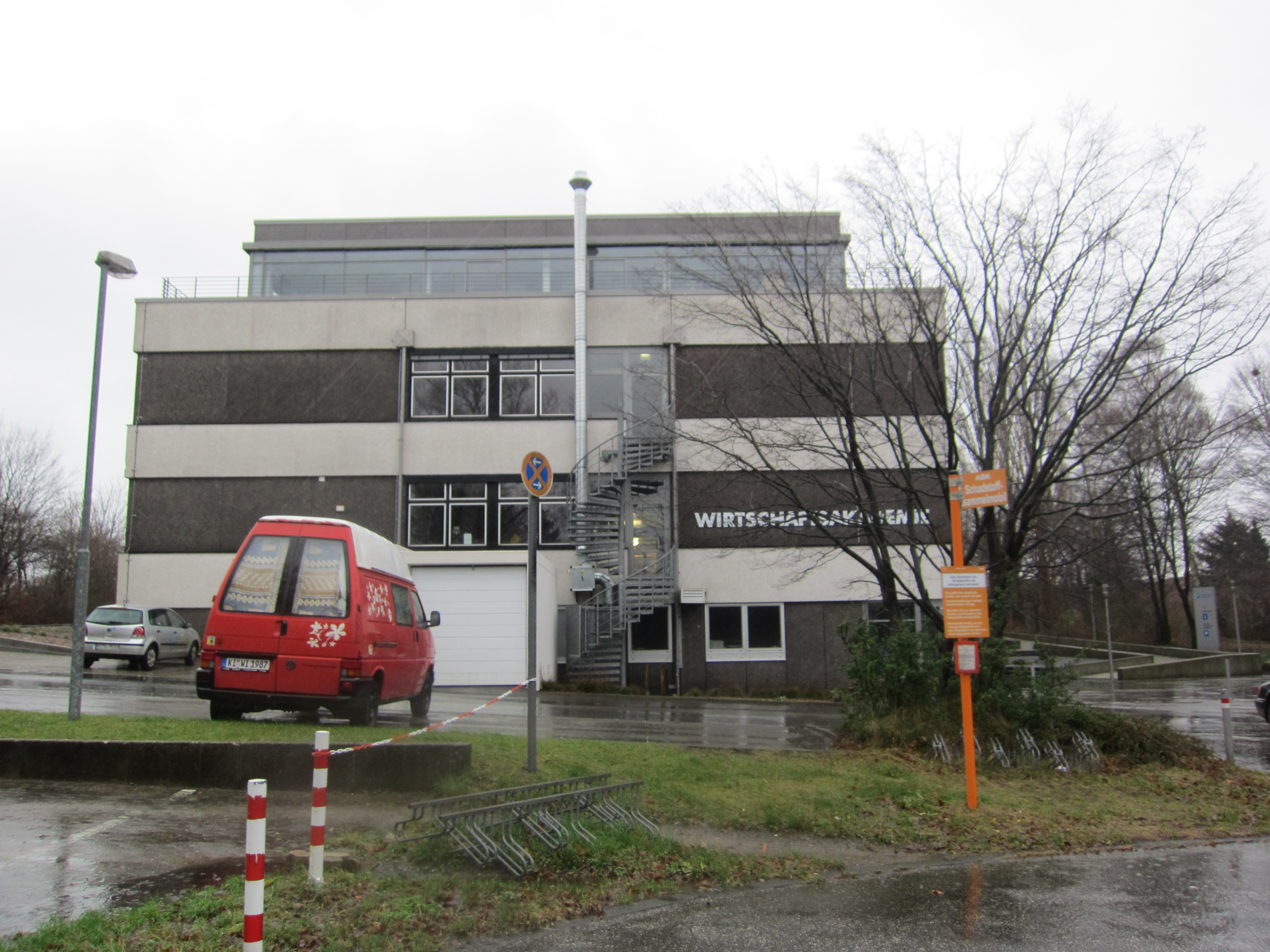
Wirtschaftsakademie Kiel

Die Wirtschaftsakademie Schleswig-Holstein (WAK) ist ein privates Bildungsunternehmen mit Hauptsitz in Kiel. Als zentrale Aus- und Weiterbildungsstätte im Auftrag der Industrie- und Handelskammern in Schleswig-Holstein ist die Wirtschaftsakademie mit ihren Tochterunternehmen an neun Standorten im Bundesland vertreten. Gesellschafter ist die Förderstiftung Wirtschaftsakademie Schleswig-Holstein, die von den Industrie- und Handelskammern zu Flensburg, Kiel und Lübeck getragen wird. Pro Jahr nutzen knapp 20.000 Teilnehmende die unterschiedlichen privaten oder öffentlich geförderten Qualifizierungsangebote. Der Unternehmensverbund der Wirtschaftsakademie beschäftigt an neun Standorten (Flensburg, Husum, Kiel, Neumünster, Bad Segeberg, Lübeck, Itzehoe, Elmshorn, Norderstedt) in Schleswig-Holstein knapp 380 Mitarbeiter. Rund 850 freiberufliche Dozenten sind für die Akademie tätig. Die Wirtschaftsakademie Schleswig-Holstein ist Träger der Dualen Hochschule Schleswig-Holstein (DHSH), einer staatlich anerkannten Hochschule für angewandte Wissenschaften an den Standorten Kiel, Lübeck und Flensburg. Zum Unternehmensverbund der Wirtschaftsakademie zählen u. a. die Tochtergesellschaften Akademie für Gesundheits- und Sozialberufe GmbH (AGS), Junge Menschen in offener Bildung GmbH (JobB) sowie seit 2019 die Kleemannschulen GmbH, unter deren Dach sich u. a. das 2012 zuvor von der Wirtschaftsakademie gegründete Kieler Wirtschaftsgymnasium (KWG) und die vormals akademieeigene Fachschule für Betriebswirtschaft (FS).

## Geschichte

### Gründung und Entwicklung

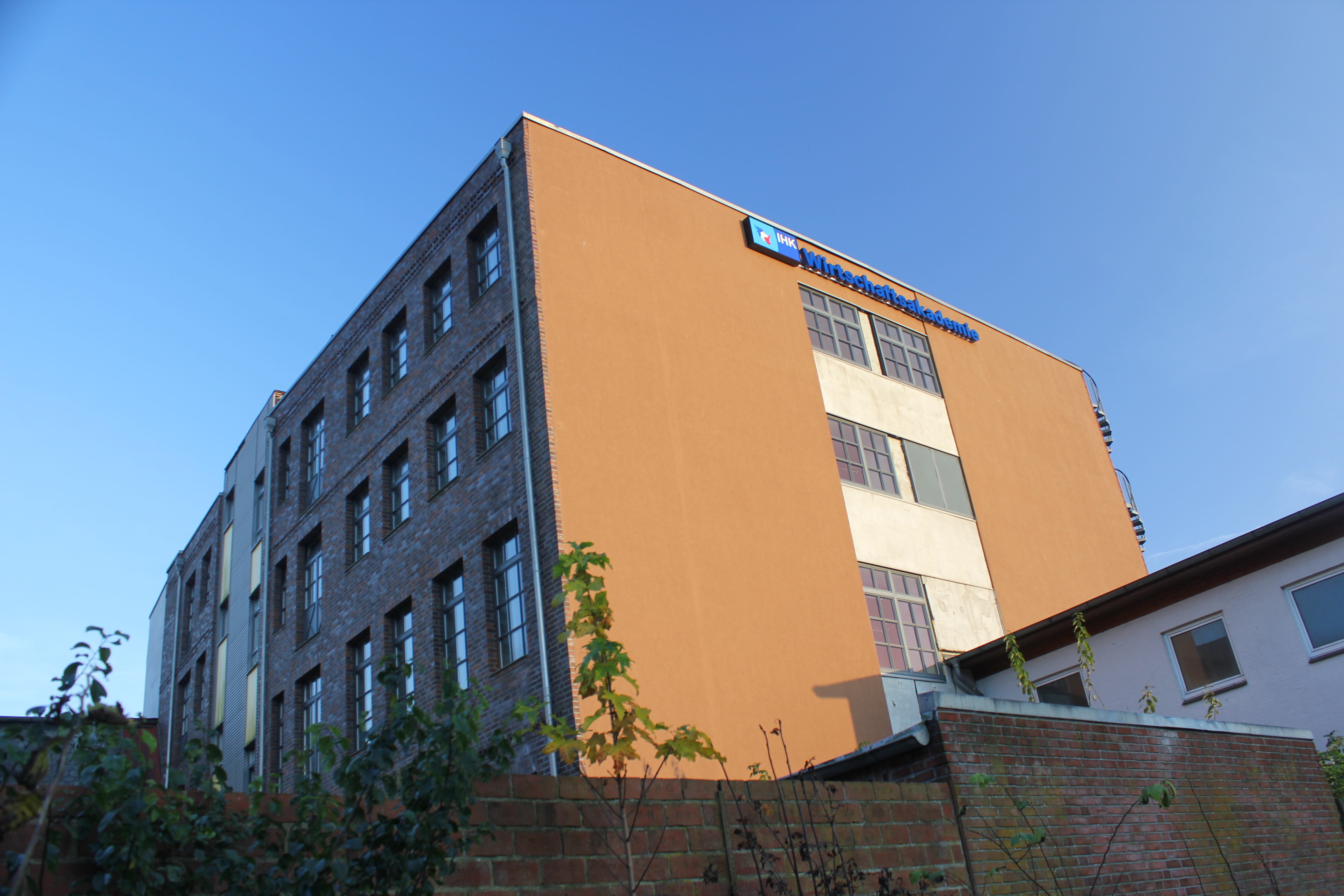
Wirtschaftsakademie Flensburg

Um qualifizierten Nachwuchs für das Land Schleswig-Holstein sicherzustellen, gaben der Unternehmer Hans-Detlev Prien und der spätere Landesbankdirektor Wilhelm Ehlers den Anstoß, einen Verein zu gründen, der sich ausschließlich mit der Aufgabenstellung der Aus- und Weiterbildung beschäftigt. Diese Idee fand die Unterstützungsbereitschaft vieler Unternehmen im Land. 1967 erfolgte mit Beteiligung von Vertretern schleswig-holsteinischer Unternehmen und der Industrie- und Handelskammer die Vereinsgründung – zunächst als Förderverein für die Höhere Wirtschaftsfachschule, deren Trägerschaft im darauf folgenden Jahr ganz übernommen wurde. Das Angebot wurde dabei um Aus- und Weiterbildungsveranstaltungen erweitert. Im Rahmen einer bundesweiten Neuorientierung im Bildungswesen wurde der Höheren Wirtschaftsfachschule der Status einer staatlich anerkannten Fachhochschule, Bereich Betriebswirtschaft, verliehen. Zwei Jahre später übernahm das Land diesen Zweig und integrierte ihn in die staatliche Fachhochschule Kiel. Der eingetragene Verein wurde umbenannt in Wirtschaftsakademie Schleswig-Holstein. Neben dem Bereich Aus- und Weiterbildung wurde eine eigene staatlich anerkannte Fachschule für Betriebswirtschaft gegründet, welche 1973 ebenso in Lübeck und ein Jahr später in Flensburg errichtet wurde. 1974 entstand die Berufsakademie der Wirtschaftsakademie, aus der 2018 die Duale Hochschule Schleswig-Holstein (DHSH) hervorging.

### Überbetriebliches Ausbildungszentrum
Das Überbetriebliche Ausbildungszentrum (ÜAZ) Elmshorn wurde 1974 als „ausgelagerte betriebliche Lehrwerkstatt“ gegründet. Das ÜAZ sollte Auszubildende auf den neuesten Stand der Technik bringen, sie im Elektro- und Metallbereich ausbilden sowie die Weiterbildung von Beschäftigten und Ausbildern ermöglichen. Später kamen die Berufsvorbereitung und die Bereiche CNC, SPS, CAD und Mikroelektronik hinzu.

### Erweiterung und Zusammenschluss
Sowohl die Wirtschaftsakademie als auch das ÜAZ bauten in den folgenden Jahren ihre Bereiche Aus- und Weiterbildung weiter aus. Es entstand eine enge Zusammenarbeit mit den damaligen Arbeitsämtern und den Berufsförderungsdiensten der Bundeswehr. Die Nachfrage nach anerkannten Weiterbildungsabschlüssen stieg, so dass das Angebot mit IHK-Abschlüssen stetig erweitert wurde. Anfang der 1980er Jahre positionierte die Wirtschaftsakademie einen national und international operierenden Projektbereich. Mit der kontinuierlichen Erweiterung des Angebots ging eine räumliche Ausdehnung in Schleswig-Holstein einher. Die stetige Expansion der Wirtschaftsakademie erforderte eine Umstellung der Rechtsform: 1988 wurde aus dem eingetragenen Verein ein Verein kraft staatlicher Verleihung. 2004 kam es zur Fusion der Wirtschaftsakademie Schleswig-Holstein mit dem Überbetrieblichen Ausbildungszentrum Elmshorn und gleichzeitig zu einer Überführung in die Rechtsform einer Gesellschaft mit beschränkter Haftung.

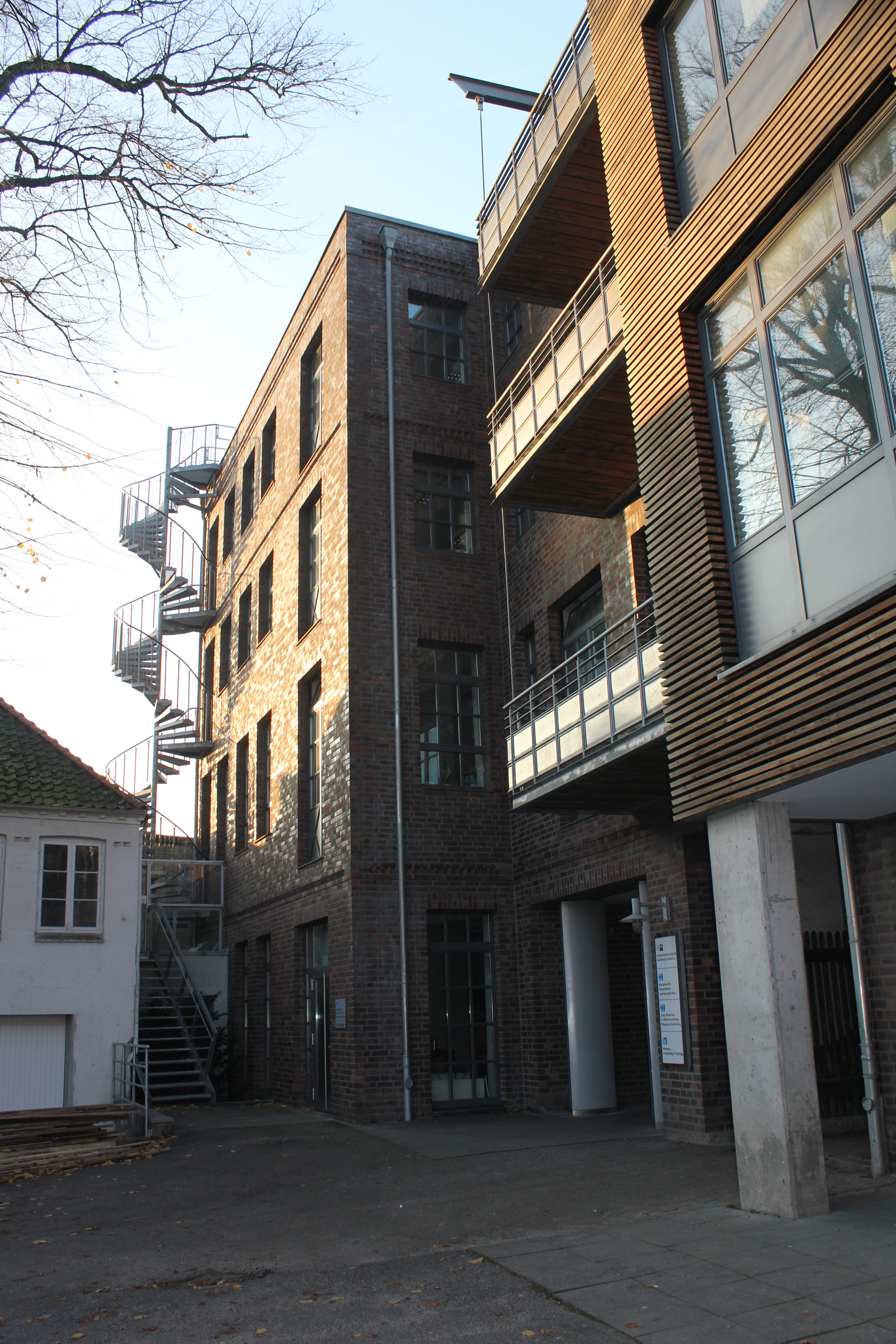
Eingang der Wirtschaftsakademie Flensburg

## Bildungsangebote
Das klassische Weiterbildungsangebot findet sich an allen Standorte der Wirtschaftsakademie. Es richtet sich an Beschäftigte und Unternehmen, die zwischen verschiedenen Ausführungsformen wählen können. Angeboten werden die Kurse vor Ort berufsbegleitend oder in Vollzeit. Weiterhin gibt es Webinare, Blended Learning Seminare und reine Online-Seminare. Jugendliche und Arbeitsuchende werden in öffentlich geförderten Qualifizierungsgängen beim Einstieg oder der Rückkehr in den Job unterstützt. Zudem führt die Wirtschaftsakademie nationale und internationale Projekte in verschiedenen Segmenten durch.

### Duale Hochschule Schleswig-Holstein (DHSH)
Die DHSH bietet duale Bachelorstudiengänge und berufsbegleitende Masterstudiengänge an. An den Standorten in Kiel, Lübeck und Flensburg werden die Bachelorstudiengänge Betriebswirtschaft (Bachelor of Arts), mit sieben verschiedenen Branchenschwerpunkten, und Wirtschaftsinformatik (Bachelor of Science) angeboten. Die Bachelorstudiengänge sind als duales Studium angelegt, d. h. eine betriebliche Ausbildung wird mit einem Studium kombiniert. Dafür arbeitet die DHSH seit über 45 Jahren mit einem großen Netzwerk aus Kooperationsunternehmen in Schleswig-Holstein und darüber hinaus zusammen.

Die Masterstudiengänge der DHSH am Standort Kiel basieren auf einem berufsbegleitenden Modell, das durch Online-Module und Selbstlernphasen den Studierenden ermöglicht, Beruf und Studium miteinander zu vereinbaren.

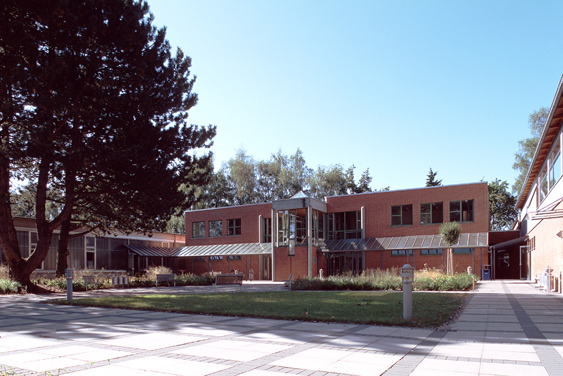
Die Wirtschaftsakademie in Lübeck

### Berufliche Qualifizierung für Beschäftigte
Die Wirtschaftsakademie bietet im Bereich der beruflichen Weiterbildungen sowohl Höhere Berufsbildung (früher Aufstiegsfortbildungen) als auch Anpassungsfortbildungen an. Die Höheren Berufsbildungen bereiten auf Abschlussprüfungen vor den Industrie- und Handelskammern (IHK) des Landes vor, die im Anschluss an den jeweiligen Lehrgang abgelegt werden. Die angebotenen Fortbildungen bilden zu Betriebswirten, Fachwirten, Fachkaufleuten, Industriemeistern sowie zu Fachmeistern und Technischen Fachwirten aus. Weiterhin sind zahlreiche Qualifizierungen im Bereich der Anpassungsfortbildungen im Angebot der Wirtschaftsakademie zu finden. Diese sind in der Regel kürzer als die Höheren Berufsbildungen und bilden Beschäftigte in speziellen Themengebieten weiter.

### Berufliche Qualifizierung für Jugendliche und Arbeitsuchende
Im Auftrag von öffentlichen Kunden setzt die Wirtschaftsakademie eine Vielzahl von Bildungsangeboten in Schleswig-Holstein um. Auftraggeber sind beispielsweise die Bundesagentur für Arbeit, die Arbeitsgemeinschaften, die Optionskommunen, das Land Schleswig-Holstein, der Bund oder die Europäische Union. Die Lehrgänge und Qualifizierungen richten sich an Jugendliche sowie arbeitsuchende Erwachsene: Jugendliche werden bei der Berufswahl, der Berufsvorbereitung und der Suche nach einem Ausbildungsplatz unterstützt. Zudem gibt es Förderprogramme für Auszubildende sowie außerbetriebliche Ausbildungen für Jugendliche. Erwachsene erhalten Hilfestellungen bei Bewerbungen und zusätzliche Trainings oder Umschulungen zur Verbesserung ihrer Chancen auf dem Arbeitsmarkt.

### Projekte
Die Erfahrungen der Wirtschaftsakademie im Bereich der Bildungsarbeit werden in landesweiten, nationalen und internationalen Projekten genutzt und erweitert. So zielen die Projekte der aktiven Arbeitsmarktpolitik in Schleswig-Holstein, wie beispielsweise das Netzwerk 50+aktiv, darauf ab, Arbeitsuchenden und Beschäftigten zusätzliche Qualifikationen zu vermitteln und ihnen so neue Chancen auf dem Arbeitsmarkt zu eröffnen. Weiterhin werden zusammen mit deutschen und ausländischen Projektpartnern verschiedene internationale Projekte und Seminare durchgeführt, welche die Teilnehmenden auf eine länderübergreifende Zusammenarbeit vorbereiten und Geschäftskontakte vermitteln sollen. Dazu zählen u. a. das Präsidentenprogramm für russische Manager oder die Ukrainische Managerinitiative. Ein dritter Projektbereich ist die Entwicklung innovativer Lernformen und neuen Lernmaterials.